# Dan Balauru
Nicolae Daniel Balauru (n. 6 decembrie 1980, Alexandria) este un fotbalist român care evoluează pe postul de mijlocaș dreapta, în prezent fiind liber de contract. În trecut a evoluat la Rulmentul Alexandria, Rocar București, Politehnica AEK Timișoara, Apulum Alba-Iulia, Oțelul Galați, FCM Bacău, Unirea Urziceni, CS Mioveni, CS Otopeni, FC Snagov, CSM Râmnicu Vâlcea, Inter Clinceni și, ultima oară, la  Metaloglobus București.
În cariera sa a jucat peste 100 de meciuri în Liga I.